# 杨时墓
杨时墓，位于中国福建省将乐县水南镇县林场乌石山，为一个省级文物保护单位，类型为古墓葬，为第二批福建省文物保护单位，公布时间为1985年10月11日。
杨时墓的历史年代为宋。